# Association of Catholic Colleges and Universities in Canada
L'Association of Catholic Colleges and Universities in Canada (ACCUC) è l'organizzazione che riunisce le istituzioni universitarie cattoliche del Canada.
Fu fondata nel 1985.

## Membri
L'ACCUC nel 2023 riuniva i delegati di 20 college e università:
- Assumption University,[1] Windsor, Ontario
- Campion College,[1] Regina, Saskatchewan
- Corpus Christi College,[1] Vancouver, Columbia Britannica
- Dominican University College,[1] Ottawa, Ontario
- King's University College,[1] London, Ontario
- Newman Theological College,[1] Edmonton, Alberta
- Our Lady Seat of Wisdom College,[1] Barry's Bay, Ontario
- Regis College,[1] Toronto, Ontario
- Saint Francis Xavier University,[1] Antigonish, Nuova Scozia
- Saint Jerome's University,[1] Waterloo, Ontario
- Saint Joseph's College,[1] Edmonton, Alberta
- Saint Mark's College,[1] Vancouver, Columbia Britannica
- Saint Mary's University,[1] Calgary, Alberta
- Saint Paul University,[1] Ottawa, Ontario
- Saint Paul's College,[1] Winnipeg, Manitoba
- Saint Peter's College,[1] Muenster, Saskatchewan
- Saint Peter's Seminary,[1] London, Ontario
- Saint Thomas More College,[1] Saskatoon, Saskatchewan
- Saint Thomas University,[1] Fredericton, New Brunswick
- University of Saint Michael's College,[1] Toronto, Ontario